# Aldeamayor de San Martín
Aldeamayor de San Martín – gmina w Hiszpanii, w prowincji Valladolid, w Kastylii i León, o powierzchni 53,56 km². W 2011 roku gmina liczyła 4560 mieszkańców.